# 神勇戰士
《神勇戰士》（日语：宇宙大帝ゴッドシグマ）是1980年3月19日至1981年2月25日期間，於東京12チャンネル電視網在毎週三19：30～20：00播出，由東映所製作的機器人動畫，全50集。台灣台視曾於1988年（民國77年）1月4日至4月25日期間，於每週一下午6:00～6:30播出部分集數；之後於同年8月5日至1989年（民國78年）4月7日間，改至於每週五下午5:00～5:30復播其餘劇集。而本片在首播之後30年來一直未曾發售，直到2011年日本才終於首度推出套裝DVD上市。

## 故事
西曆2050年，人類遭受突如其來的「伊爾塔」星人奇襲，並占領了地球人移民所移居的木星衛星「伊歐」，企圖要奪取有如數十倍原子彈的神秘「特里尼能源」。健雄（壇闘志也）、鐵成（野口）、大龍（吉良謙作）3人為了保衛鄉土與能源，而駕上「巨神西格瑪」開啟了邁向伊歐的收復之旅。

## 登場人物

### 特里尼基地（トリニティ・シティ）
陳富豪（瑪爾奇諾）投資秦（風見）博士作為開發特里尼能源（トリニティ・エネルギー）的人工島。為了秘密保護特里尼能源，在伊爾塔（エルダー）星人攻撃之前就保有一定的自我防衛能力。起初與港口緊鄰相接，在戰局日益激烈的攻撃下，為了避免近隣的都市受到攻撃波及而移至海上。之後為了收復淪為敵人的大本營伊歐（イオ）昇空啟航飛往宇宙。
壇闘志也（健雄，配音：富山敬（日本）；鄧榮銾（香港））
本作主角，出生於木星附近的殖民衛星「伊歐」的開拓民二代(長期生活定居於伊歐)
曾在伊歐有駕駛過建築工程用機器人的經驗，擔任空雷王與神聖西格瑪1號駕駛。
因翔太與莎琪告訴眾人，迪拉爾被人強制帶走而起疑心，直接趕到風見的實驗室才發現他對迪拉爾進行腦波實驗並折磨，風見給出的理由過於不合理並強烈譴責，但產生其隔閡形成不安定因素直到風見博士叛變與身亡。
最後決戰因父親太一郎逝世前勉勵闘志也而傷重身亡，並激勵闘志也&野口&謙作的內心，對加根駕駛的金屬獸加爾刻斯使出巨神飛翼突擊命中頭部並成功破壞，追擊加根過程中目睹迪拉爾阻擋前者卻不慎被命中腹部而身亡。
追到頂樓後開槍命中加根的眉間並終結加根的野心，事後安葬父親與迪拉爾，並遵守諾言，為阻止未來掌握特里尼能源的地球軍侵略伊爾塔星，在眾人的淚光目送下獨自搭乘神聖西格瑪使用時光機器前往2300年的未來。
因富山敬在1995年逝世，《超級機械人大戰》中由關智一代為配音。
傑利野口（鐵成，配音：安原義人（日本）；張炳強（香港））
特里尼基地的主任技師與風見博士的助手。其優秀操縱能力也駕駛海鳴王擊退伊爾塔軍的來襲，之後擔任海鳴王與神聖西格瑪2號駕駛。
妹妹簡則是反抗軍的一員，因被伊爾塔軍發現反抗軍基地所在地，與同伴傑夫護送迪拉爾到逃生艇時為阻擋追兵攻擊而挺身保護迪拉爾也身受重傷。
逃生艇逃亡時遭伊爾塔軍艦隊追擊而造成其傷勢嚴重，隨神聖西格瑪擊退並救逃生艇回地球，野口才知道妹妹受重傷而誤會是迪拉爾陷害，但妹妹臨死前說出真相才知道自己誤會迪拉爾，妹妹死於自己的懷中而嚎啕大哭。
吉良謙作（大龍，配音：玄田哲章（日本）；石景初（香港））
闘志也的親友，也是「伊歐」的開拓民之一，過去伊爾塔軍攻擊衛星「伊歐」而失去家人的經歷。和其他倖存者一同搭逃生船到達地球。
儘管沒有操作機器人的經驗，也不擅長操作機器人，後來克服此困難，由闘志也推薦擔任陸震王與神聖西格瑪3號駕駛。
風見博士（配音：富田耕生（日本）；丁羽 / 梁耀昌 (替工)（香港））
特里尼能源（トリニティ・エネルギー）與神聖西格瑪（ゴッドシグマ）的開發者，其實有獨生子安次，第10話替父親用火箭砲將機械獸成功破壞，火箭炮卻是未開發的實驗武器有很大的副作用，造成無法承受反作用力而身亡，對此風見感到悲傷而難過。
於故事接近尾聲卻對才剛康復的迪拉爾命人帶到自己的實驗室，想獲取伊爾塔的時空穿越的秘密並對迪拉爾進行腦波實驗並折磨，甚至秘密虐待伊爾塔的戰俘直到死亡。
究竟是為想穿越時空救自己的獨生子來彌補其錯誤?還是對科學知識追求到異常瘋狂的執著?就不得而知。
後被闘志也一行及時阻止，卻辯解是為拯救地球不得已採取的手段，此理由被闘志也一行強烈否定並譴責。
因加根的軍隊對神聖西格瑪造成其打擊產生內心動搖，突然拿槍破壞基地主控設備，為得知伊爾塔的科技秘密並放棄特里尼能源而投靠敵方。
但加根要求想獲得伊爾塔的科技秘密，必須將基地奪回，也率領部隊企圖搶回基地。
獨身到發動機被早就埋伏在地的闘志也一行給包圍，卻礙於風見對特里尼基地奉獻不少心力而無法下手制伏，被突然冒出的加根部隊士兵趁眾人不注意開槍命中背部。
風見受致命傷而身亡，成功擊退加根部隊後闘志也一行替風見舉辦太空葬禮並為此哀悼。
春日理恵（蘇芳婷，配音：瀧澤久美子（日本）；梁緻盈（香港））
風見博士的秘書，曾有二次駕駛空雷王的經驗，第一次和美奈子一同操作，第二次則是翔太與莎琪駕駛時單獨操作。
春日翔太（蘇政泰，配音：小原乃梨子（日本）；曾慶珏（香港））
理恵的弟弟，雙親既已逝世，與姊姊一同生活著。
瑪爾奇諾（陳富豪，配音：緒方賢一（日本）；梅欣（香港））
特里尼基地的贊助財團主，性格有著守財奴的一面，經常百般刁難風見並強求不少難題丟給風見負責。
於30話登場後故事中後期就再也沒有登場。
美奈子・瑪爾奇諾（陳欣欣，配音：吉田理保子（日本）；孫明貞（香港））
瑪爾奇諾的獨生女。因為父親溺愛自己而有非常任性的一面。
隨遭遇被伊爾塔派來的間諜綁架，之後被闘志也一行救出，自此性格不那麼任性妄為，隨特里尼基地的眾人經歷不少事而變得十分成熟。
與理恵視為對闘志也的戀愛對手，彼此也抱有好感。
莎琪（配音：桂玲子（日本））
出生「伊歐」留一口關西腔的少女，因伊爾塔軍攻擊家鄉而從伊歐逃離到地球的北極，也發出救難訊號等待救援。
偶然翔太製作的通信機接收到救難訊號並一起前往北極，並救出自己。
前來救助的謙作視為親哥哥也仰慕著，與翔太相處期間也互有好感。

### 伊爾塔（エルダー）軍
迪拉爾總司令（羅沙總司令，配音：小原乃梨子（日本））
受元老院的命令而執行搶奪特里尼能源作戰的總司令。
其實迪拉爾於2300年未來對地球軍攻擊時因保護戀人莉菈而死，莉菈為完成其遺願，製造迪拉爾的複製人並將自身的意識與意志轉移此複製人。
並穿越時空回到過去阻止地球軍掌握特里尼能源，但本人不知道這事實。
因加根發起的武裝叛變而遭虐待，吉拉趁加根與部下沒注意此事而帶著自己逃亡，於假死狀態下醒來看見身受重傷的吉拉並聽完事情過程，親眼看見吉拉逝世而當場大哭並發誓不惜一切代價要活下去。
之後協助闘志也一行並秘密返回反抗軍臨時據點並告訴闘志也一行會來救援也鼓舞反抗軍成員的士氣，加根因自己的計畫失敗想趁機逃回未來被逮到並交戰卻不慎被開槍命中腹部而死，事後闘志也安葬迪拉爾並遵守其諾言。
《超級機器人大戰》中由鶴弘美代為配音。
里茲司令（孽之指令，配音：飯塚昭三（日本）；黃兆強（香港））
迪拉爾的副官，軍人氣質的壯漢，有授權操作金屬獸的指揮權。
因加根發起的武裝叛變而被包圍，有抓住塔爾東為人質，要求立刻解放時加根卻無視，而被加根的部下槍殺身亡。
吉拉（配音：吉田理保子（日本）；區瑞華（香港））
迪拉爾的副官，女科學家，負責設計與開發金屬獸。
因加根發起的武裝叛變而被包圍，吉拉假意當執行人對迪拉爾進行私刑處決，但使用塗有特殊化學物質使人進入假死狀態的鞭子，趁梅沙沒發現此事。
帶著迪拉爾的棺材逃走，但逃離基地時為保護迪拉爾將他移到死角處，隨即被加根派的部隊攻擊而身亡。
加根（賈幹，配音：寺島幹夫（日本））
因迪拉爾對地球侵略作戰屢次失敗，由元老院指名來支援迪拉爾艦隊並取代指揮官職位。
但冷血高壓管理也不管其屬下性命安危的行事，使迪拉爾一行感到恐懼與不安。
隨自己對地球侵略作戰屢次失敗，產生可能讓迪拉爾掌控指揮權，影響自身權力受到質疑與被貶官的想法，並與其部隊和部下一同發動武裝叛變，命自己的部下將迪拉爾的副官里茲徹底槍殺。
駕駛由自己戰艦變形的金屬獸加爾刻斯被神聖西格瑪的巨神飛翼突擊徹底破壞後想企圖逃回未來。
與趕來的迪拉爾與闘志也交戰，趁機開槍命中迪拉爾的腹部其身亡，逃到頂樓持續開槍，最後被闘志也開槍命中其眉間當場從頂樓摔到地上而死。
《超級機器人大戰》中由藤原啓治代為配音。
塔爾東（配音：屋良有作（日本））
加根的副官兼戰鬥指揮官。
梅沙（配音：山田俊司（日本））
隸屬加根的科學技術長官。

## 登場機械

### （）
空雷王、海鳴王、陸震王3具機器人與巨神飛翼（ビッグウィング）合體而成的巨大機器人。全長66.0m、總重1200.0t。動力源為特里尼能源（トリニティ・エネルギー）。擁有以無雙劍為中心的必殺劍法，主要有「無雙劍・裝甲切」「無雙劍・十字斬」等。到了故事中盤，更為了要對抗的更為堅固的「金屬獸」（コスモ・ザウルス），而追加了能使其耐久度下降的「西格瑪照射」（シグマ・ブレスト）。
- 空雷王

闘志也駕駛。作為巨神西格瑪（ゴッドシグマ）的頭部、上半身、左右兩臂、左右大腿。
- 海鳴王

傑利駕駛。作為巨神西格瑪（ゴッドシグマ）的右腿。
- 陸震王

謙作駕駛。作為巨神西格瑪（ゴッドシグマ）的左腿。
- 巨神飛翼（ビッグウイング）

收納巨神盾、無雙劍的無人機；巨神西格瑪（ゴッドシグマ）的上半身的胸甲、推進器，會把空雷王收納起來成為胸部以及背部配件。合體時自特里尼基地（トリニティ・シティ）發射而出，並且在合體成巨神西格瑪（ゴッドシグマ）後能夠同時給予補充特里尼能源（トリニティ・エネルギー）。另外亦也擁有能夠拿來作為最後攻擊手段「巨神飛翼攻擊」（ビッグウイングアタック）的機能。

## 專有名詞
- 特里尼能源（トリニティ・エネルギー）

和核能或化学反應不一樣的是、它是從次元的歪曲空間所取出的能源。為了要將這種能源加以儲存起來而必須使用特殊超重金屬「伊歐礦（イオ・ニウム）」，是種不在木星就無法採集的金屬、似乎每次合体時都會消耗掉。由於秦（風見）博士開發了這個能源、但沒向作為助手鐵成（傑利）透露詳細製造方法、因此使他們後半段陷入苦戰。
- 金屬獸（コスモ・ザウルス）

伊爾塔（エルダー）星人為了向特里尼基地（トリニティ・シティ）攻撃而製造出的金屬生命體。從木星的大紅點中吸取能量及原料、並且由伊歐的伊爾塔（エルダー）基地所製造出來的小型宇宙生物。之後、還能吸收攻撃武器和重金屬而加以金屬化。雖然每次都會被無雙劍打敗、但後半段因為威力提升，表面上被施以特殊金屬、而造無雙劍的攻擊無法對它們產生作用。但後來在秦（風見）博士為巨神西格瑪（ゴッドシグマ）追加「西格瑪照射（シグマ・ブレスト）」後、而能夠破壞表面上的特殊金屬並且打敗它們。

## 劇集列表
|    | 原文標題             | 台視標題   | 翡翠台標題 |
| -- | -------------------- | ---------- | ---------- |
| 1  | 怒れイオの戦士       |            |            |
| 2  | トリニティ基地浮上   | 特里尼基地 |            |
| 3  | イオに向って合体だ   | 伊歐礦     |            |
| 4  | コスモザウルスの秘密 | 家鄉滋味   |            |
| 5  | じゃじゃ馬救出作戦   | 互不相欠   |            |
| 6  | 小さな侵入者         | 非調皮之罪 |            |
| 7  | 月面へ出撃せよ       | 腹背攻擊   |            |
| 8  | わんぱく大作戦       | 小兵立大功 |            |
| 9  | イオからの生還者     | 以假亂真   |            |
| 10 | 父として博士として   |            |            |
| 11 | 小さな恋人の危機     | 北極歷險記 |            |
| 12 | 敵エルダー星を発見   | 善良的亞麗 |            |
| 13 | イオの花が咲いた     |            |            |
| 14 | 怒りの対決           |            |            |
| 15 | 危険なプレゼント     |            | 危險的禮物 |
| 16 | 敵将テラルの秘密     | 羅沙之身   |            |
| 17 | 巨大ロボットの買主   |            |            |
| 18 | 恐怖の合体くずし     |            |            |
| 19 | ロボット発進不能     |            |            |
| 20 | ジュリィの秘密貯金   | 父子親情   |            |
| 21 | 隕石包囲網を破れ     | 隕石帶之戰 |            |
| 22 | 空雷王帰還せず       |            |            |
| 23 | 幻の魚を見た         | 鱆魚怪     |            |
| 24 | イオへ200キロ        |            |            |
| 25 | 基地移動指令         | 基地移動   |            |
| 26 | 可愛い反逆者         |            |            |
| 27 | 2300年の敵           |            |            |
| 28 | 新しき戦いの序曲     |            |            |
| 29 | 地球の白旗を見よ     |            |            |
| 30 | 危険がいっぱい       |            |            |
| 31 | イオ最新情報         |            |            |
| 32 | 月を賭けた決闘       |            |            |
| 33 | 地獄のスタジアム     |            |            |
| 34 | 敵将テラルの涙       |            |            |
| 35 | テラル処刑の日       |            |            |
| 36 | 我がジュリイの妹     | 女英雄     |            |
| 37 | 2300年の秘密         |            |            |
| 38 | イオへの旅立ち       | 返鄉       |            |
| 39 | 裏切者は誰だ         |            |            |
| 40 | 死を招く火星         |            |            |
| 41 | 誕生日は葬式の日     |            |            |
| 42 | 火星の反乱           | 火星之亂   |            |
| 43 | テラルの骨を拾え     | 伊歐基地   |            |
| 44 | イオが消えた         |            |            |
| 45 | 闘うイオの地球人     | 地球人之戰 |            |
| 46 | 狂気の敗北宣言       | 敗北宣言   |            |
| 47 | 風見博士の反逆       |            |            |
| 48 | イオの地に立つ       | 踏上家園   |            |
| 49 | イオに立つ墓標       |            |            |
| 50 | 未来への旅立ち       | 和平之旅   |            |

## 工作人員
- 原作：八手三郎
- 製作人：江津兵太（東京12チャンネル）、飯島敬、折田至（東映事業部）
- 總監督：神田武幸（第1～10集）、田口勝彦（第11～50集）
- 人物原案：新谷薰
- 人物設定：宇田川一彦
- 設計協力：出淵裕
- 機械設定：村上克司、
- 美術監督：岡田和夫、下川忠海
- 音響監督：河村常平
- 音樂：筒井廣志
- 演奏：東京室内楽協会
- 製作協力：→東京動画
- 製作：、東映、東映

## 主題歌
- 日本
  - 片頭曲：

作詞：八手三郎、作曲：小林亞星、演唱：佐佐木功、蟋蟀'73、哥倫比亞搖籠會
  - 片尾曲：

作詞：八手三郎、作曲：小林亞星、演唱：かおりくみこ、蟋蟀'73、哥倫比亞搖籠會
- 台灣
  - 片頭曲：

作詞、作曲：李基生
- 香港
  - 片頭曲：

作曲：小林亞星、詞：鄭國江、演唱：威利
翻唱自日本原版片頭曲。唱片版是由華星推出，因威利不是合約歌手，所以改由張國榮主唱。

## 遊戲
本作曾加入電玩遊戲《超級機器人大戰Z》中，但因主角壇闘志也的原配音者富山敬已逝，由關智一替代，同款遊戲所登場的另一部作品《超重神GRAVION》中的登場機體「God Σ Gravion」，因名稱相似而有跨作品劇透。後來並持續於《超級機器人大戰Z2 破界/再世篇》登場。

## 外部連結
- 台灣電視資料庫[永久]